# برزیل در المپیک تابستانی ۱۹۵۶
برزیل در بازی‌های المپیک تابستانی ۱۹۵۶ که در شهر ملبورن استرالیا برگزار شد، کاروان برزیل با ۴۴ ورزشکار در این رقابت‌ها شرکت کرد و موفق به کسب ۱ مدال (۱ طلا، ۰ نقره، ۰ برنز) شد. در جدول رتبه‌بندی توزیع مدال‌ها، برزیل در ردهٔ ۲۴ مسابقات قرار گرفت.